# Mildred Harris
Mildred Harris (Cheyenne, 29 novembre 1901 – Hollywood, 20 luglio 1944) è stata un'attrice statunitense.
Celebre diva del cinema muto, ebbe un'intensa carriera di attrice e debuttò a soli 11 anni.
Fu inoltre la prima moglie di Charlie Chaplin dal 1918 al 1920.

## Biografia
Nata in Wyoming, Mildred Harris incominciò la sua carriera cinematografica all'età di undici anni in una lunga serie di cortometraggi della Vitagraph che spesso la vedevano assieme a un altro attore bambino, Paul Willis. A tredici anni interpretò il ruolo di "Fluff" in The Magic Cloak of Oz (1914) e di "Button-Bright" in His Majesty, the Scarecrow of Oz (1914), due dei primi film ispirati al ciclo di racconti di L. Frank Baum sul Paese di Oz. Nel 1916 ebbe una piccola parte nel film Intolerance di David Wark Griffith.
L'occasione della sua vita le si presentò nei primi mesi del 1918, allorché, ancora sedicenne, fece la conoscenza di Charlie Chaplin (all'epoca impegnato nella lavorazione di uno dei suoi più grandi successi, Charlot soldato), incontrato a un party in casa di Samuel Goldwyn. Non particolarmente alta, 1,58 m di statura per 49 chilogrammi di peso, occhi azzurri, contornati da una cascata di capelli castano chiari, dal fascino notevole ancorché acerbo e infantile, incantò Chaplin, particolarmente sensibile a quel tipo di fascino. Incoraggiata anche dalla madre, impiegata agli studios, Mildred non doveva certo ignorare il fatto che il ventinovenne Chaplin fosse lo scapolo più desiderato e il miglior partito della Hollywood del periodo.
Le voci di un loro fidanzamento e di un probabile matrimonio si susseguirono per tutta l'estate di quell'anno e puntualmente smentite dalla coppia, finché Mildred, appena terminato il film di Chaplin allora in lavorazione, annunciò di essere in attesa di un bambino da lui, costringendolo a prendere posizione per evitare il sicuro scandalo che la stampa stava già pregustando. Con discrezione, per quanto la notorietà dei personaggi lo consentisse, il segretario personale di Chaplin organizzò le nozze civili, celebrate il 23 settembre 1918, senza troppa convinzione da parte dello sposo.
L'allora primadonna della troupe di Chaplin, Edna Purviance, da anni coinvolta con lui in una relazione affettiva, apprese dal giornale del giorno successivo del matrimonio tra Mildred e il suo boyfriend, incassando con apparente disinvoltura il colpo, almeno pubblicamente, continuando comunque il rapporto professionale.
Mildred mentì sulla sua presunta gravidanza; il loro bambino, Norman Spencer, non nascerà che il 7 luglio 1919 e con gravi malformazioni che gli concederanno solo tre giorni di vita. Il matrimonio non rappresentò un periodo felice per Chaplin: egli considerava Mildred non esattamente quella che si dice "una mente brillante"; d'altra parte, Mildred accusava Charlie di crudeltà mentale, asserendo non avere tempo e pensieri altro che per il lavoro. Lui l'accusò anche di tradimento e di intrattenere un'equivoca relazione con la star teatrale e poi stella del cinema muto russa, Alla Nazimova.
Il matrimonio con Chaplin procurò alla Harris un'indubbia pubblicità e il suo cachet ne trasse profitto dai contratti cinematografici che le furono sottoposti, ma i rapporti tra la coppia si deteriorano presto: nel novembre del 1920 sottoscrissero il divorzio, ponendo fine alla sequela di atti legali che i rispettivi avvocati diligentemente si premuravano di compilare ora per le richieste dell'una, ora per le concessioni o dinieghi dell'altro. Chaplin paventò anche di poter perdere il film che aveva appena finito di girare, temendo il blocco o la contestazione dei beni nella causa contestuale, vedendosi costretto a nascondere i negativi originali dell'opera e terminarne il montaggio in incognito spostandosi da un albergo all'altro; il mondo lo conoscerà l'anno successivo (1921) come Il monello, uno dei suoi capolavori.
Mildred Harris continuò la carriera artistica ancora per diversi anni, principalmente nel cinema muto, ma non solo, raggiungendo complessivamente la ragguardevole cifra di centoventi film all'attivo; recitò anche nel vaudeville, ma la dipendenza dall'alcool ne compromise la qualità e ne minò la salute. Dopo aver contratto altri due matrimoni, morì a causa di una polmonite il 20 luglio 1944. Riposa presso l'Hollywood Forever Cemetery, Los Angeles.

## Riconoscimenti
- Young Hollywood Hall of Fame (1908-1919)

## Citazioni nei media
Milla Jovovich ne interpretò il personaggio nel film biografico Charlot (1992) per la regia di Richard Attenborough.

## Filmografia
- The Post Telegrapher, regia di Francis Ford e Thomas H. Ince - cortometraggio (1912)
- Il trionfo del diritto (The Triumph of Right), regia di Rollin S. Sturgeon - cortometraggio (1912)
- His Nemesis, regia di Thomas H. Ince - cortometraggio (1912)
- The Frontier Child, regia di Thomas H. Ince - cortometraggio (1912)
- His Squaw, regia di Charles Giblyn - cortometraggio (1912)
- His Sense of Duty, regia di Reginald Barker - cortometraggio (1912)
- A Shadow of the Past, regia di Thomas H. Ince - cortometraggio (1913)
- The Wheels of Destiny, regia di Francis Ford - cortometraggio (1913)
- The Miser, regia di Burton L. King - cortometraggio (1913)
- The Drummer of the 8th, regia di Thomas H. Ince - cortometraggio (1913)
- A Child of War, regia di Thomas H. Ince - cortometraggio (1913)
- A True Believer, regia di Burton L. King - cortometraggio (1913)
- The Seal of Silence, regia di Charles Giblyn (1913)
- Granddad, regia di Thomas H. Ince - cortometraggio (1913)
- The Bondsman, regia di Charles Giblyn - cortometraggio (1913)
- Borrowed Gold, regia di Reginald Barker - cortometraggio (1913)
- Prince, regia di Charles Giblyn - cortometraggio (1914)
- A Kentucky Romance, regia di Thomas H. Ince - cortometraggio (1914)
- Romance of Sunshine Alley, regia di Scott Sidney - cortometraggio (1914)
- Divorce, regia di Raymond B. West - cortometraggio (1914)
- O Mimi San, regia di Charles Miller - cortometraggio (1914)
- The Courtship of O San, regia di Charles Miller - cortometraggio (1914)
- Wolves of the Underworld, regia di Jay Hunt - cortometraggio (1914)
- The Colonel's Orderly, regia di Jay Hunt - cortometraggio (1914)
- The Social Ghost, regia di George Osborne - cortometraggio (1914)
- Shadows of the Past, regia di Ralph Ince (1914)
- A Frontier Mother, regia di Jay Hunt - cortometraggio (1914)
- The Sheriff of Bisbee, regia di Jay Hunt - cortometraggio (1914)
- Shorty and the Fortune Teller, regia di Tom Chatterton - cortometraggio (1914)
- When America Was Young, regia di Jay Hunt - cortometraggio (1914)
- Mildred's Doll, regia di George Osborne - cortometraggio (1914)
- The Magic Cloak of Oz, regia di J. Farrell MacDonald - cortometraggio (1914)
- Il mago di Oz (His Majesty, the Scarecrow of Oz / The New Wizard of Oz) (1914)
- Jimmy, regia di Scott Sidney - cortometraggio (1914)
- The Warrens of Virginia, regia di Cecil B. DeMille (1915)
- Enoch Arden, regia di Christy Cabanne - cortometraggio (1915)
- The Little Matchmakers - cortometraggio (1915)
- The Little Soldier Man, regia di Fred Kelsey - cortometraggio (1915)
- The Absentee, regia di Christy Cabanne (1915)
- A Rightful Theft- cortometraggio (1915)
- The Old Batch- cortometraggio (1915)
- The Choir Boys- cortometraggio (1915)
- The Little Lumberjack, regia di Ray Myers - cortometraggio (1915)
- The Indian Trapper's Vindication - cortometraggio (1915)
- The Lone Cowboy, regia di Raoul Walsh - cortometraggio (1915)
- Home from the Sea, regia di Raoul Walsh - cortometraggio (1915)
- Hoodoo Ann, regia di Lloyd Ingraham (1916)
- Intolerance, regia di David Wark Griffith (1916)
- The Old Folks at Home, regia di Chester Withey (1916)
- Matrimoniomania (The Matrimaniac), regia di Paul Powell - cortometraggio (1916)
- L'americano (The Americano), regia di John Emerson (1916)
- The Bad Boy, regia di Chester Withey (1917)
- A Love Sublime, regia di Wilfred Lucas e Tod Browning (1917)
- An Old Fashioned Young Man, regia di Lloyd Ingraham (1917)
- Time Locks and Diamonds, regia di Walter Edwards (1917)
- Golden Rule Kate, regia di Reginald Barker (1917)
- The Cold Deck, regia di William S. Hart e, non accreditato, Clifford Smith (1917)
- The Price of a Good Time, regia di Phillips Smalley e Lois Weber (1917)
- The Doctor and the Woman, regia di Phillips Smalley, Lois Weber (1918)
- Cupid by Proxy, regia di William Bertram (1918)
- Preferisco mio marito (For Husbands Only), regia di Phillips Smalley, Lois Weber (1918)
- Borrowed Clothes, regia di Lois Weber (1918)
- When a Girl Loves, regia di Phillips Smalley e Lois Weber (1919)
- Home, regia di Lois Weber (1919)
- Forbidden, regia di Phillips Smalley e Lois Weber (1919)
- The Inferior Sex, regia di Joseph Henabery (1920)
- Polly of the Storm Country, regia di Arthur Rosson (1920)
- The Woman in His House, regia di John M. Stahl (1920)
- Old Dad, regia di Lloyd Ingraham (1920)
- Habit, regia di Edwin Carewe (1921)
- A Prince There Was, regia di Tom Forman (1921)
- Paradiso folle (Fool's Paradise), regia di Cecil B. DeMille (1921)
- The First Woman, regia di Glen Lyons (1922)
- The Fog, regia di Paul Powell (1923)
- The Daring Years, regia di Kenneth S. Webb (1923)
- L'ombra dell'Oriente (The Shadow of the East), regia di George Archainbaud (1924)
- Per diritto divino (By Divine Right), regia di Roy William Neill (1924)
- Traffic in Hearts, regia di Scott R. Dunlap (1924)
- One Law for the Woman, regia di Dell Henderson (1924)
- In Fast Company, regia di James W. Horne (1924)
- Unmarried Wives, regia di James P. Hogan (1924)
- Stepping Lively, regia di James W. Horne (1924)
- The Desert Hawk, regia di Leon De La Mothe (1924)
- Easy Money, regia di Albert S. Rogell (1925)
- Flaming Love, regia di Victor Schertzinger (1925)
- La regina della moda (The Dressmaker from Paris), regia di Paul Bern (1925)
- Beyond the Border, regia di Scott R. Dunlap (1925)
- Super Speed, regia di Albert S. Rogell (1925)
- Private Affairs, regia di Renaud Hoffman (1925)
- My Neighbor's Wife, regia di Clarence Geldart (1925)
- A Man of Iron, regia di Whitman Bennett (1925)
- The Fighting Cub, regia di Paul Hurst (1925)
- The Unknown Lover, regia di Victor Halperin (1925)
- Soiled, regia di Fred Windemere (1925)
- Mama Behave, regia di Leo McCarey (1926)
- The Isle of Retribution, regia di James P. Hogan (1926)
- The Self Starter, regia di Harry Joe Brown (1926)
- Dangerous Traffic, regia di Bennett Cohen (1926
- The Wolf Hunters, regia di Stuart Paton (1926)
- The Mystery Club, regia di Herbert Blaché (1926)
- The Cruise of the Jasper B, regia di James W. Horne (1926)
- One Hour of Love, regia di Robert Florey (1927)
- Husband Hunters, regia di John G. Adolfi (1927)
- Wandering Girls, regia di Ralph Ince (1927)
- Wolves of the Air, regia di Francis Ford (1927)
- The Show Girl, regia di Charles J. Hunt(1927)
- Burning Gold, regia di John W. Noble (1927)
- She's My Baby, regia di Fred Windemere (1927)
- Rose of the Bowery, regia di Bertram Bracken (1927)
- The Swell-Head, regia di Ralph Graves (1927)
- Sumuru, regia di Tom Terriss (1927)
- Out of the Past, regia di Dallas M. Fitzgerald (1927)
- The Adventurous Soul, regia di Gene Carroll (1927)
- Hearts of Men, regia di James P. Hogan (1928)
- Veglia di Capodanno (The Heart of a Follies Girl), regia di John Francis Dillon (1928)
- The Last Lap, regia di Bruce Mitchell (1928)
- Lingerie, regia di George Melford (1928)
- The Speed Classic, regia di Bruce Mitchell (1928)
- Melody of Love, regia di Arch Heath (1928)
- Il potere della stampa (The Power of the Press), regia di Frank Capra (1928)
- L'ultimo viaggio (Side Street), regia di Malcolm St. Clair (1929)
- Sea Fury, regia di George Melford (1929)
- No, No, Nanette, regia di Clarence Badger (1930)
- Il prezzo della gloria (Melody Man), regia di Roy William Neill (1930)
- Ranch House Blues, regia di Robert De Lacey (1930)
- Lady Tubbs, regia di Alan Crosland (1935)
- Te quiero con locura, regia di John Boland (1935)
- Never Too Late, regia di Bernard B. Ray (come Franklin Shamray) (1935)
- Movie Maniacs, regia di Del Lord - cortometraggio (1936)
- Pugno di ferro (Great Guy), regia di John G. Blystone (1936)
- Vento selvaggio (Reap the Wild Wind), regia di Cecil B. DeMille (1942)
- La taverna dell'allegria (Holiday Inn), regia di Mark Sandrich (1942)
- Sweet Rosie O'Grady, regia di Irving Cummings (1943)
- La storia del dottor Wassell (The Story of Dr. Wassell), regia di Cecil B. DeMille (1944)
- Fun Time, regia di William Shea - cortometraggio (1944)
- Evviva il nostro eroe (Hail the Conquering Hero), regia di Preston Sturges (1944)
- Having Wonderful Crime, regia di A. Edward Sutherland (1945)